# Christian Helmig
Christian Helmig (17 mei 1981) is een Luxemburgs veldrijder en wegwielrenner.
Helmig richt zich vooral op het veldrijden, maar behaalde op de weg enkele mooie resultaten. Zo behaalde hij een bronzen medaille op de Spelen van de Kleine Staten van Europa 2013 in de discipline tijdrijden. Op diezelfde Spelen behaalde hij ook een gouden medaille in het mountainbike, onderdeel cross-country.

## Veldrijden
| Seizoen   | Wereldbeker | Superprestige | GvA Trofee/bpost bank trofee | WK  | EK | LK     | Overige     | Totaal aantal zeges |
| --------- | ----------- | ------------- | ---------------------------- | --- | -- | ------ | ----------- | ------------------- |
| 2010-2011 |             |               |                              | ND  |    | 11e    |             | 0                   |
| 2011-2012 |             |               |                              | 49e |    | Zilver |             | 0                   |
| 2012-2013 |             |               |                              | DNF |    | Goud   | Differdange | 2                   |
| 2013-2014 |             |               |                              | 45e |    | Goud   |             | 1                   |
| 2014-2015 |             |               |                              | ND  |    | Goud   |             | 1                   |
| 2015-2016 |             |               |                              |     | ND | Goud   |             | 1                   |